# Pentagon (TV-serie)
För andra betydelser, se Pentagon (olika betydelser).
Pentagon var en svenskt underhållnings-serie som sändes i TV4 under 1997. Programmet presenterades som "[...] återkommande figurer, bland andra den populäre polisen Papi Raul, varvas med vardagliga och absurda sketcher".  
Sju halvtimmeslånga program producerades av Efti Mainstream. Premiäravsnittet sändes 16 november 1997.
De fem som medverkade och skrev manus, "pentagonen",var Erik Haag, Felix Herngren, Pontus Djanaieff, Petter Holmquist och Fredrik Lindström. Johan Nordling var producent, regissör och manusförfattare. Ett antal gästartister medverkade, bland andra Anders Post, Lisa Fabre, Agneta Lindén och Olle Sarri.  
Serien gick i repris under våren 1998, och ett urval av inslagen gavs 1999 ut på DVD under titeln Så minns vi Pentagon.
Intro, outro och animationer gjordes av Acne.